# Fournier (Familienname)
Fournier ist ein französischer Familienname.

## Häufigkeit
In der Schweiz ist Fournier mit 2208 Vertretern der 423. häufigste Familienname (Stand: 2022); davon alleine 1611 im Kanton Wallis, wo Fournier der häufigste Name des Kantons ist.

## Namensträger

### A
- Alain-Fournier (Henri-Alban Fournier; 1886–1914), französischer Schriftsteller
- Alain Fournier (Informatiker) (1943–2000), französischer Informatiker
- Alain Fournier (Alain Dreux Galloux; 1947–2004), französischer Journalist und Schriftsteller, siehe A. D. G.
- Alain Fournier (Schauspieler), Schauspieler
- Alexis Jean Fournier (1865–1948), amerikanischer Maler
- Alix Fournier (1864–1897), französischer Komponist
- Alphonse Fournier (1893–1961), kanadischer Jurist und Politiker
- Amédée Fournier (1912–1992), französischer Radsportler
- Ángel Fournier (1987–2023), kubanischer Ruderer
- Antonie Fournier (1809–1882), österreichische Theaterschauspielerin
- August Fournier (1850–1920), österreichischer Historiker und Politiker

### B
- Bastien Fournier (* 1981), Schweizer Schriftsteller

### C
- Caroline Fournier (* 1975), mauritische Leichtathletin
- Cay von Fournier (* 1967), deutscher Arzt und Unternehmer
- Claude Fournier (1745–1825), französischer Revolutionär
- Colin Fournier (1944–2024), britischer Architekt
- Crystel Fournier, französische Kamerafrau

### D
- Daniel Fournier (* 1942), französischer Physiker
- Denis Fournier (* 1954), französischer Jazz- und Improvisationsmusiker

### E
- Edmund Edward Fournier d’Albe (1868–1933), französischer Physiker
- Eduardo Fournier (* 1956), chilenischer Fußballspieler und -trainer
- Eugène Fournier (1871–1941), französischer Höhlenforscher und Hochschullehrer
- Eugène Pierre Nicolas Fournier (1834–1884), französischer Botaniker und Arzt
- Evan Fournier (* 1992), französischer Basketballspieler

### F
- François Fournier (1846–1917), französischer Briefmarkenfälscher
- François Fournier-Sarlovèse (1773–1827), französischer Kavalleriegeneral
- Frank Fournier (* 1948), französischer Fotojournalist
- Friedrich Philipp Fournier (1801–1883), deutscher Jurist, Kommunalpolitiker und Bahnmanager

### G
- Gaspard Hilarion Fournier d’Albe (1768–1834), französischer General
- Georges Fournier (Geograph) (1595–1652), französischer Geograph und Mathematiker
- Georges Fournier (Maler) (1855–1931), französischer Maler
- Georges Fournier (Astronom) (1881–1954), französischer Astronom
- Guy Fournier (* 1962), französischer Eishockeyspieler

### H
- Henri Fournier (1871–1919), französischer Rennfahrer
- Henri-Alban Fournier, bekannt als Alain-Fournier (1886–1914), französischer Schriftsteller
- Hubert Fournier (* 1967), französischer Fußballspieler und -trainer

### J
- Jacques Fournier (um 1285–1342), französischer Geistlicher, Papst, siehe Benedikt XII.
- Jean Fournier (Musiker), französischer Violinist
- Jean Alfred Fournier (1832–1914), französischer Hautarzt
- Jean-Claude Fournier (* 1943), französischer Comiczeichner
- Jean-Louis Fournier (* 1938), französischer Schriftsteller und Regisseur
- Jean-Luc Fournier (Skirennfahrer) (* 1956), Schweizer Skirennfahrer
- Jean-Luc Fournier (Fußballspieler) (1958–2001), französischer Fußballspieler
- Jean-Paul Fournier (* 1945), französischer Politiker
- Jean-Pierre Fournier (* 1937), französischer Pianist, siehe Jean Fonda
- Jean-René Fournier (* 1957), Schweizer Politiker (CVP)
- Joseph Anthelme Fournier, französischer General
- Jules Fournier (1884–1918), kanadischer Journalist, Essayist, Übersetzer und Verleger
- Julie Fournier (* 1982), französische Schauspielerin

### K
- Karl Fournier (* 1983), französischer Eishockeyspieler

### L
- Laurent Fournier (* 1964), französischer Fußballspieler und -trainer
- Louis Fournier, auch Ludwig Fournier, Schweizer Politiker, Schultheiss von Freiburg
- Louis Édouard Fournier (1857–1917), französischer Maler und Illustrator

### M
- Marc Fournier (Autor) (1818–1879), Schweizer Autor und Theaterdirektor
- Marc Fournier (Radsportler) (* 1994), französischer Radsportler
- Marc-André Fournier (* 1979), serbisch-kanadischer Eishockeyspieler
- Marcel Fournier (1914–1985), französischer Unternehmer
- Maurice Fournier (Rennfahrer) (1880–1911), französischer Automobilrennfahrer
- Maurice Fournier (Leichtathlet) (* 1933), französischer Hochspringer
- Michel Fournier (* 1944), französischer Abenteurer und Fallschirmspringer

### P
- Paul Fournier (1853–1935), französischer Rechtshistoriker
- Paul Victor Fournier (1877–1964), französischer Botaniker und Geistlicher
- Philippe Fournier (1818–1886), Schweizer Politiker und Staatsrat des Kantons Freiburg
- Pierre Fournier (1906–1986), französischer Cellist
- Pierre Fournier, eigentlicher Name von Pierre Makyo (* 1952), französischer Comiczeichner
- Pierre-André Fournier (1943–2015), kanadischer Geistlicher, Erzbischof von Rimouski
- Pierre Simon Fournier (1712–1768), französischer Typograf
- Sarto Fournier (1908–1980), kanadischer Politiker

### R
- Rémi Fournier (* 1983), französischer Fußballspieler
- René Fournier (* 1921), französischer Flugzeugkonstrukteur
- Robert Fournier-Sarlovèze (1869–1937), französischer Polospieler und Politiker
- Roger Fournier (1929–2012), kanadischer Schriftsteller und Filmregisseur
- Roxane Fournier (* 1991), französische Radsportlerin

### S
- Sébastien Fournier (* 1971), Schweizer Fußballspieler und -trainer
- Sébastien Fournier-Bidoz (* 1976), französischer Skirennläufer

### T
- Télesphore Fournier (1823–1896), kanadischer Jurist und Politiker

### V
- Vernel Fournier (1928–2000), US-amerikanischer Jazz-Schlagzeuger

### W
- Walther L. Fournier (1869–1943), deutscher Jagdschriftsteller